# Bergagölen, Halland
Bergagölen är en sjö i Halmstads kommun i Halland och ingår i Nissans huvudavrinningsområde. Sjöns area är 0,01 kvadratkilometer och den är belägen 143,8 meter över havet. Vid provfiske har abborre, gädda och mört fångats i sjön.